# Rostki Skomackie
Rostki Skomackie (niem. Rostken) – wieś w Polsce położona w województwie warmińsko-mazurskim, w powiecie piskim, w gminie Orzysz. Zabudowania wsi w formie ulicówki leżą na zachodnim brzegu jeziora Rostki. Częścią miejscowości Rostki Skomackie jest Bogaczewo, położone po przeciwnej stronie jeziora.

W latach 1975–1998 miejscowość administracyjnie należała do województwa suwalskiego.

## Nazwa
W dokumentach krzyżackich (1511-1518) Krigstin, Rostky.

Na mapie Districtus Reinensis (1663) Józefa Naronowicza-Narońskiego - Rostki.
 
Później Rostken, a dla rozróżnienia wielu miejscowości o tej nazwie również z dodaniem parafii - Rostken Ksp. Klaussen.

Rozporządzeniem Ministrów: Administracji Publicznej i Ziem Odzyskanych z dnia 1 października 1948 r. nadano miejscowości obowiązującą nazwę Rostki Skomackie.

## Historia
Początku lokacji Rostek należy szukać w czasie, gdy komtur ryński Jerzy Ramung von Rameg (Georg Ramung von Ramegk) w roku 1483, wystawił przywilej Grzegorzowi (Grzegorzowi Janowi), w którym nadał mu 12 łanów na prawie magdeburskim z obowiązkiem jednej służby. W przywileju nie jest wymieniona nazwa wsi, dla której przyznano 10 lat wolnizny, potem musiano odpracowywać szarwark. Na początku XVI wieku wieś określano jako Krigstin od pobliskiego jeziora Kraksztyn wówczas tak nazywanego. Sołtys otrzymał prawo do niższego sądownictwa w granicach swoich dóbr, do 4 szelągów. Wolni z Rostek otrzymali możliwość samodzielnego polowania, a z upolowanych kun i bobrów dostarczali za opłatą skóry Krzyżakom. Za skórę bobra otrzymywali 8 skojców, a za skórę kuny 1 wiardunek. W rachunkach krzyżackich z lat 1539-1540 w Rostkach wykazano 7 wolnych i 5 zagrodników, w których posiadaniu było 11 koni i dwa źrebaki, 16 koni pociągowych, 37 krów, 76 kóz, 58 owiec i 69 świń. Wiadomo, że w 1540 roku siedział w Rostkach Szymon Gutt. W 1542 roku wolni z Rostek, bracia Wojtek i Jan Rostkowie kupili od starosty ryńskiego Jerzego von Diebesa (Georg von Diebes) 4 łany oraz kawałek lasu i puszczy na prawie chełmińskim. Książę Albrecht potwierdził to nadanie w roku 1565. Od tych dóbr płacili 2 grzywny Freygeldu oraz oddawali płużne w wysokości 2 korców żyta i tyle samo pszenicy. Mogli łowić ryby w najbliższym zbiorniku wodnym przy pomocy saków i sieci na płycizny, tylko na własne potrzeby stołowe, a także zakładać pasieki w ogrodach i w granicach dóbr. Rostki płaciły czynsz bartny od jednego boru (Heyde), czyli kawałka lasu z 60 barciami. Od lat siedemdziesiątych XVI wieku Rostki należą do parafii w Klusach.

W październiku 1656 roku Tatarzy uprowadzili w jasyr 17 mieszkańców wsi, w tym 8 kobiet.

Według danych opublikowanych w 1823 roku w Rostkach mieszkały 103 osoby.
W 1857 roku we wsi mieszkały 154 osoby. Istniała szkoła i młyn wodny (Przykop), a sołtysem był Symanczick.

Od 1868 roku w szkole ludowej w Rostkach uczył się Michał Kajka. W 1872 roku został parobkiem miejscowego karczmarza.
 
W 1933 roku w miejscowości mieszkało 270 osób, a spis powszechny z maja 1939 roku wykazuje 248 mieszkańców.

## Turystyka
Przez Rostki przebiega szlak rowerowy  wokół jeziora Orzysz.

Od 1994 roku przez jezioro Rostki przebiega szlak kajakowy im. Michała Kajki z jeziora Zdedy do jeziora Śniardwy.

## Zabytki
Zabytki ujęte w gminnej ewidencji zabytków:
- Dawny cmentarz ewangelicki, założony w połowie XIX wieku[15].
- Cmentarz wojenny rosyjski[16].

Mogiła z okresu I wojny światowej położona po prawej stronie drogi krajowej nr 16 z Ełku do Orzysza, w pobliżu skrzyżowania z drogą do Rostek Skomackich. Jest to najprawdopodobniej mogiła jednego nieznanego żołnierza armii rosyjskiej.
Inne zabytki:
- Pomnik 9 mieszkańców wsi Rostken poległych na różnych frontach I wojny światowej w latach 1914-1918.[19]
- Ruiny starego młyna wodnego przy cieku łączącym jezioro Rostki z jeziorem Przykop, przy drodze z Rostek Skomackich do Ogródka. Przy ruinach okazała brzoza oraz topole balsamiczne[13].